# 除細動器

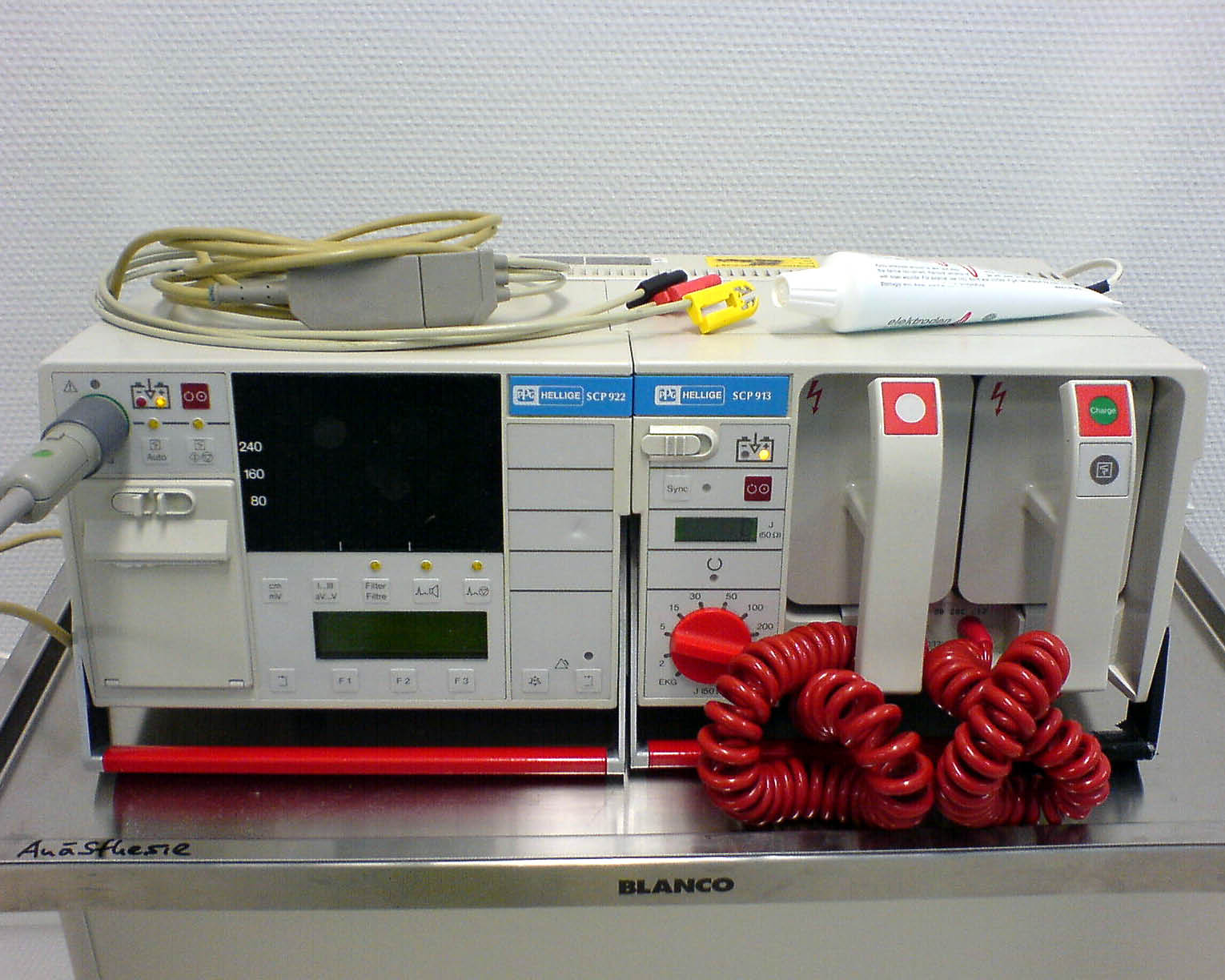
病院などで使用される除細動器

除細動器（じょさいどうき、英語: defibrillator）は、心室細動（VF）や心室頻拍（VT）などの不整脈に対し、電気的な刺激を与えることで「除細動（defibrillation）」や「同期性通電（cardioversion）」を行う医療機器のこと。
医療系のドラマや映画、マンガなどで除細動器を心停止した患者へ使い、心臓を再始動させ蘇生するシーンがあるが、除細動器は一度停止してしまった心臓を再始動させるための医療器具ではない。

## 種類
- 除細動器（Defibrillator）

病院などの医療機関で一般に使用される専門の機器
- 植え込み型除細動器（ICD：Implantable Cardioverter Defibrillator）

詳細は上記項目を参照
- 自動体外式除細動器（AED：Automated External Defibrillator）

詳細は上記項目を参照

## 適応
以下を行うことができる
- 非同期性通電：除細動（Defibrillation）

心波形を無視して通電する。
適応疾患：心室細動（VF）・心室頻拍（VT）
- 同期性通電（Cardioversion）

心波形に同期して通電する。
適応疾患：心房細動（Af）・心房粗動（AF）・心室頻拍（VT）・発作性上室性頻拍（PSVT）

## 日本の状況

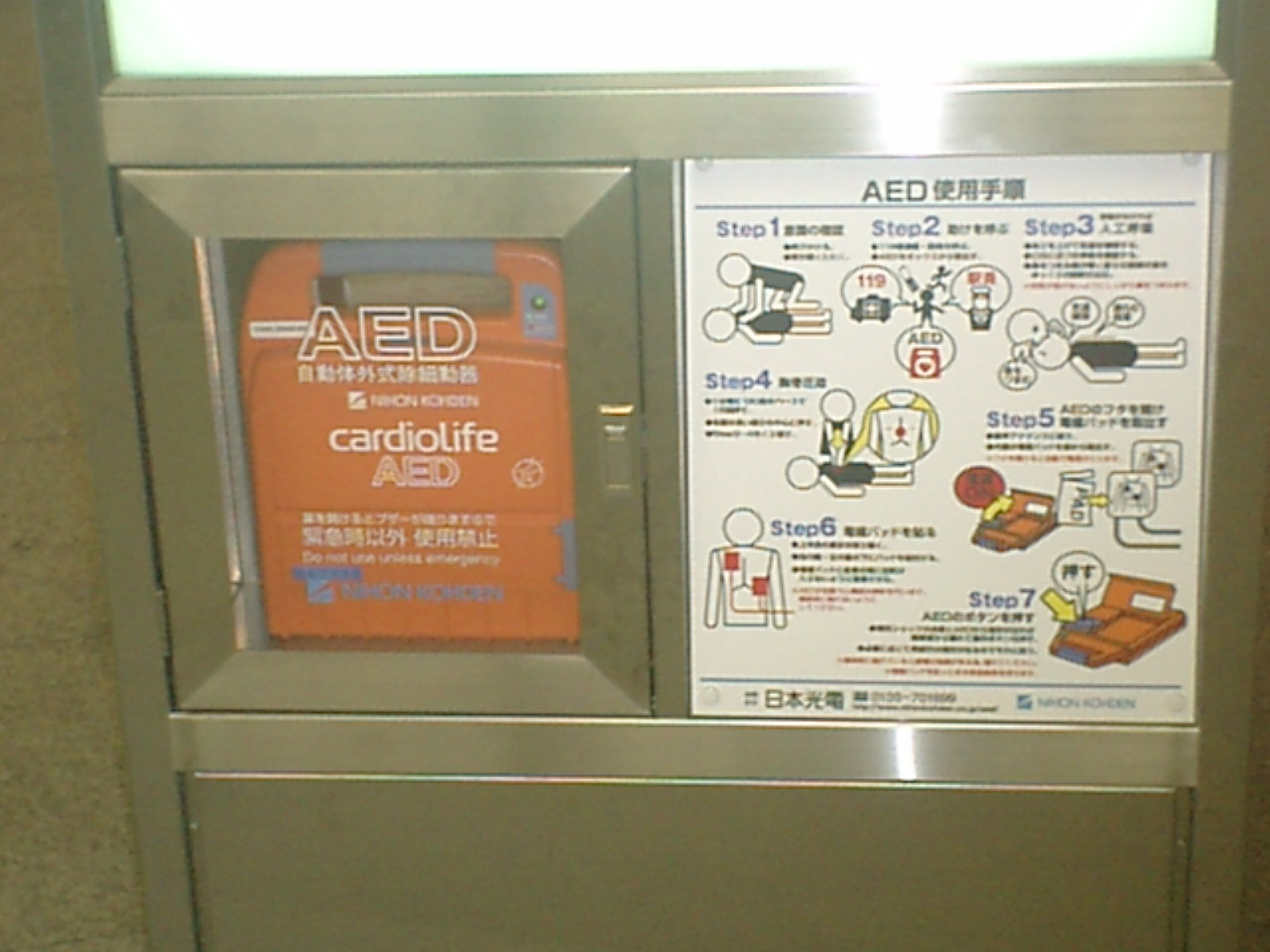
難波駅の千日前線と四つ橋線ホームに設置されたAED（日本光電製）

日本では、以前は医師・看護師・救急救命士のみに電気的除細動器を用いた「除細動」「指同期性通電」の実施が認められていたが、2002年11月に発生した高円宮憲仁親王の急逝が心室細動によるものであったことなどを受け、2004年7月、厚生労働省から「緊急性があり医師がいないなどの条件を満たした場合は、一般市民が除細動を実施しても医師法違反とはならない」旨の見解を示す通知が発出された。これは、心室細動では心停止から除細動を行うまでの時間が生命予後を決定するという研究結果を踏まえたものであり、事実上、一般市民へ除細動の実施が解禁されたこととなる。法令面（ソフト面）では除細動普及の条件が整備されたが、空港をはじめとする公共施設などへの自動体外式除細動器（AED, 従来の手動式モデルは医師用のため操作が難しい）の設置、すなわちハード面での整備促進が遅れており、今後の課題とされている。なお、2005年の愛知万博では会場に200機のAEDが設置された。また、医師会員である全診療所にAEDが常置され、市民公開講座で実際の使い方の講習を行っている大阪府藤井寺市のようなところも増えている。学校や職場などの救急救命講習においても、AEDの操作方法の講習が行われる機会が増えている。

## 関連
- 循環器学